# Президентские выборы в Ирландии (1990)
Президентские выборы в Ирландии 1990 года состоялись 7 ноября 1990 года. Это были десятые президентские выборы в Ирландии, пятые, на которых было представлено более одного кандидата и первые, на которых среди кандидатов была женщина. Мэри Робинсон, будучи кандидатом в президенты впервые, выиграла второй тур выборов и стала первой женщиной-президентом Ирландской Республики. Робинсон — независимый кандидат, поддерживаемый левыми (Лейбористская партия и Рабочая партия Ирландии) — также стала первой из президентов Ирландии, избранных без поддержки Фианна Файл.